# Контињано (Сијена)
Контињано је насеље у Италији у округу Сијена, региону Тоскана.
Према процени из 2011. у насељу је живело 270 становника. Насеље се налази на надморској висини од 450 м.